# Baby Tiara
Baby Tiara（ベイビーティアラ）は2014年に結成され、福島県いわき市を拠点にして活動を行っている日本の女性アイドルグループ。2011年に発生した東日本大震災による孤児らの支援のための活動を行なっているチャリティーユニットである。

## 概要
2011年3月11日に発生した東日本大震災により傷ついた地元や孤児・遺児の支援のために何かできないかと考えた、日向心愛を中心に同級生とダンス仲間であるいわき市在住の高校生6名によって結成され、2014年2月から活動を開始した。いわき市を中心に福島県内・県外でも活動し、出演料やオリジナル商品の売り上げのほとんどを同市のNPO法人「ふくしま震災孤児・遺児をみまもる会」に寄付している。
結成当初はカバー曲を中心にしたダンスパフォーマンスが主であったが、カバー曲の一つだった乃木坂46の「指望遠鏡」を手掛けた作曲家・北室龍馬に東京在住のファンが働きかけ、Baby Tiaraの活動に共感した北室によってオリジナル楽曲「夢iroまかろん。」が提供された。楽曲の制作にあたって北室は実際にいわき市を訪れ、メンバーと会話をしながらイメージを膨らませて作曲と作詞を行なった、また、作詞にはBaby Tiaraのメンバーも参加している。
「夢iroまかろん。」は2014年10月12日にいわき市のMusic&Bar QUEENで開催された定期ライブで初披露された。資金がなくCD発売を断念していたが、ファンの有志らが資金集めを行いCD発売にこぎつけ、2014年12月28日にCDデビューを果たした。
また、2014年10月にはプルデンシャル・ファイナンシャルによる第18回ボランティア・スピリットアワードにおいて「北海道・東北ブロック コミュニティ賞」を受賞している。

## 略歴

### 2014年
- 04月20日、いわき市のMusic&Bar QUEENでデビューライブ[9]。
- 04月27日、いわき市四倉に完成した『チャイルドハウス ふくまる』のオープニングイベントに出演し募金を寄付[10]
- 05月11日、いわき平中央公園で開催された「PARK FES 2014」5月度に初出演。
- 06月08日、Music&Bar QUEENで開催した定期ライブで水無月流架、篠原未桃が卒業。
- 08月、公募により美月恋音が「研修生」として加入[3]。
- 09月15日、「ダカラジ」キックオフイベントに出演[11]。
- 10月12日、定期ライブでオリジナル曲「夢iroまかろん。」を披露[12]。
- 12月28日、Music&Bar QUEENで開催した「夢iroまかろん。」CD発売記念ライブにて美月恋音が正式にメンバーに加入。期間限定ユニット「35」（サーティーファイブ）発表[13]。

### 2015年
- 03月、進学のため楠木華瑠、日向心愛、武田珠璃華が卒業[14]。
- 06月13日、第1回ファンミーティング、第1回チャイルドハウスふくまる定期ライブを開催、ファンクラブ設立。

## メンバー

### 現在のメンバー
Baby Tiara
- 美月恋音（みづき このん）- リーダー
- 夏原空海（なつはら そらみ）
- 七瀬杏（ななせ あん）
- 星川らん（ほしかわ らん）

### 活動休止中のメンバー
- 湊柚希（みなと ゆずき）- 大学受験のため2015年5月24日のステージ出演をもって活動休止。

### 過去に在籍したメンバー
- 楠木華瑠（Haru)（くすのき はる） - 初代リーダー
- 日向心愛（Noa)（ひなた のあ） - 初代サブリーダー、現・TiaraGroup総リーダー[注 2]

(現在は諸橋沙夏名で、指原莉乃プロデュースの声優ユニット=LOVEのメンバーとなった。)
- 武田珠璃華（Julica)（たけだ じゅりか）
- 篠原未桃（しのはら みも）
- 水無月流架（みなづき るか）

### 姉妹ユニット
Angel Tiara（エンジェルティアラ）
- 森すみれ（もり すみれ)
- 立花望叶（たちばな もか）
- 姫野ことり（ひめの　ことり)

35（サーティーファイブ）
- Haru（はるるん）
- Noa（のあのん）
- Julica（じゅりりん）

※2015年7月現在。名前はすべて活動名である。

## 作品

### シングル
- 「夢iroまかろん。」 （2014年12月28日、BTCD-001）

### 楽曲
- Baby Tiara

## ライブ

### 定期ライブ
- Music&Bar QUEEN 定期ライブ
  - 2014年4月20日、6月8日、8月3日、10月12日、2015年1月11日、2月1日、
- チャイルドハウスふくまる 定期ライブ
  - 2015年6月13日、

※偶数月に定期ライブを開催

## 出演

### テレビ
- 中テレさんち（2014年5月15日、FTV福島中央テレビ）
- 福歌丸（2015年6月19日・7月24日、FTV福島中央テレビ）

### 連載
- Baby Tiara通信（朝日サリー2014年5月号 vol.310 - ）

### イベント

#### 2014年
- 04月20日、BabyTiara 無料初ライブ（Music&Bar QUEEN）
- 04月27日、被災児復興支援施設「チャイルドハウスふくまる」　オープニングイベント
- 05月11日、アリオスパークフェス2014 5月度（いわき平中央公園）
- 06月08日、柚希&流架のbirthday月ライブ、未桃&流架卒業ライブ（Music&Bar QUEEN）
- 07月06日、CROSSOVER IWAKI BAND'14（Music&Bar QUEEN）
- 07月13日、アリオスパークフェス2014 7月度（いわき平中央公園）
- 07月19日、2014 AMERICAN BIKERS MEETING『JUPIA CAMP -七-』（ジュピアランドひらた）
- 07月27日、いわきニュータウン・夕市2014（いわきニュータウンセンタービル駐車場周辺）
- 08月03日、心愛Birthdayライブ（Music&Bar QUEEN）
- 08月06日、いわき街なかコンサート　平七夕スペシャルライブ（JRいわき駅前 平商店街）
- 08月07日、いわき街なかコンサート　平七夕スペシャルライブ（LATOV1Fサテライトステージ）
- 08月08日、平七夕・平一町目ゆかた祭り2014（いわき市平一町目公園（いわきワシントンホテル前））
- 08月15日、ジュピアランドサマーフェスタ2014（ジュピアランドひらた(平田村)）
- 08月24日、全国ベンチャーズ・エレキ合戦（いわき・ら・ら・ミュウ） - ゲストライブ
- 08月31日、DREADKALI PARTY 6（いわきマリンタワー第8駐車場 特設会場）
- 09月07日、LOCODLE SONIC!! in YABUKI!!（矢吹町文化センター小ホール）
- 09月14日、アリオスパークフェス2014 9月度（いわき平中央公園）
- 09月15日、ダカラジ キックオフイベント（福島）（いわき芸術文化交流館アリオス大ホール）
- 09月27日、第23回ふじみの森フェスティバル（ふじみの園グラウンド（いわき市））
- 10月18日、第11回いわき街なかコンサートinTAIRA（坂本紙店前（いわき市））
- 10月19日、第11回いわき街なかコンサートinTAIRA（イオンいわき店駐車場内）
- 11月15日、中央台北小学校バザー（いわき市立中央台北小学校体育館及び昇降口）
- 11月16日、IDOL侍〜くきざきの合戦〜（つくば市ふれあいプラザ）
- 11月22日、第18回ボランティア・スピリット賞ブロック表彰式（ビッグアイ 市民交流プラザ 大会議室（郡山市））
- 12月06日、フクミライ 2014＠いわき（Music&Bar QUEEN）
- 12月25日、「クリスマスドリームinふくまる」＆LOVE FOR NIPPON（チャイルドハウスふくまる(いわき市四倉)）
- 12月28日、Baby Tiara　定期ライブ（Music&Bar QUEEN）

#### 2015年
- 01月10日、AIZU Idol CollectioN（蔵の里 イベント蔵（喜多方市））
- 01月11日、Baby Tiara 定期ライブ（Music&Bar QUEEN）
- 02月11日、AIZU Idol CollectioN part3（蔵の里 イベント蔵（喜多方市））
- 04月05日、「笑顔でつながる地球プロジェクト」4月5日キックオフイベント（ホテルアジュール竹芝　白鳳の間）
- 04月12日、アリオスパークフェス2015 4月度（いわき平中央公園）
- 04月18日、さくら桜サクライブ（グランパークホテルパネックスいわき）
- 04月19日、アイドルカフェ REVIVALオープンニングイベント（福島市）
- 04月29日、青春エムンドライブ（福島県文化センター小ホール）
- 05月06日、2015ジュピアランドひらた 芝桜まつり（ジュピアランドひらた（福島県平田村））
- 07月12日、アリオスパークフェス2015 7月度（いわき平中央公園）